# Alfred Kieffer
Pour les articles homonymes, voir Kieffer.
Alfred Kieffer, né le 22 août 1906 et mort le 14 juillet 1991, est un homme politique français.

## Détail des fonctions et des mandats
Mandat parlementaire
- 22 septembre 1968 - 2 octobre 1977 : Sénateur du Bas-Rhin